# Елейн Фукс
Елейн Фукс (англ. Elaine V. Fuchs, нар. 5 травня 1950 Гінсдейл, Іллінойс) — американський цитолог, що спеціалізується на ссавцях, також молекулярний біолог, біохімік і генетик, фахівчиня з онкології і дерматології. Професор Рокфеллерського, а перед цим Чиказького університетів, дослідниця Howard Hughes Medical Institute.

## Біографія
Закінчила з відзнакою Університет Іллінойсу в Урбана-Шампейн (бакалавр хімії, 1972), брала участь у Фі Бета Каппа. Докторський ступінь з філософії з біохімії здобула у Принстонському університеті в 1977 році під орудою професора Чарльза Гілварга. В 1977—1980 роках була фелл-постдоком Національного інституту охорони здоров'я у Массачусетського технологічного інституту під орудою професора Говарда Гріна.
В 1980—2002 роках викладала в університеті Чикаго: асистент-професор, з 1985 асоційований професор, з 1989 року професор, іменна з 1993 року.
З 2002 року професор Рокфеллерівського університету, іменна з 2003 року, очолює лабораторію (Robin Chemers Neustein Laboratory of Mammalian Cell Biology and Development).
З 1988 року асоційована, з 1993 року дослідниця Howard Hughes Medical Institute (до 2002 року від Чиказького університету).
Член редколегій Genes and Development (з 2000), Developmental Cell (з 2001), Cell (з 2001), Cell Stem Cell (з 2007).

## Нагороди та визнання
- 1991: президент Американського товариства клітинної біології[en]
- 1994: Член Національна медична академія[en]
- 1994: Член Американської академії мистецтв і наук[5]
- 1996: Лекція Кіт Р. Портера[en]
- 1996: Член Національної Академії наук[6]
- 1997: WICB Senior Award
- 1997: Член Американської академії мікробіології[en]
- 2001: Член Німецького товариства дерматології
- 2001: Премія Річарда Лоунсбері[en]
- 2003/2004: Премія Діксона з медицини[de][7]
- 2004: Член Товариства Гарві[en]
- 2004: Член Нью-Йоркської академії наук
- 2005: Член Американського філософського товариства[8]
- 2006: премія FASEB за видатні наукові досягнення[en]
- 2007: Член Американської асоціації сприяння розвитку науки
- 2008: Національна наукова медаль США[9]
- 2010: Премія L'Oréal — ЮНЕСКО «Для жінок у науці»
- 2010: іноземна член Європейської організації молекулярної біології
- 2011: Премія Пассано[en][10]
- 2011: Премія медичного центру Олбані[en][11]
- 2012: March of Dimes Prize in Developmental Biology[en]* 2013: Robert J. and Claire Pasarow Foundation Medical Research Award[en]
- 2013: Член Академії Американської асоціації досліджень раку
- 2015: Медаль Вілсона[en]
- 2016: почесна докторка Гарвардського університету
- 2018: Член Папської академії наук[12]
- 2019: іноземна член Лондонського королівського товариства
- 2020: Міжнародна премія Гайрднера[13]